# Jackson (Montana)
Jackson é uma comunidade não incorporada no condado de Beaverhead, estado de Montana, nos Estados Unidos. Se bem seja uma área não incorporada, tem uma estação de correios com o código zip 59736.  Jackson fica situada à beira da Montana Secondary Highway 278 a sul de Wisdom e a noroeste de Dillon